# إلمر فونغ
إلمر فونغ (بالصينية: 馮滬祥) هو سياسي تايواني، ولد في 8 مايو 1948 في شانغهاي في الصين، وتوفي في 2018. حزبياً، نشط في الكومينتانغ ( – 1993) والحزب الجديد ‏ (1993 – ). وقد انتخب عضو مجلس ليوان التشريعي ‏ (1 فبراير 1999 – 31 يناير 2002).